# 庫爾納專區
庫爾納專區是孟加拉國8個專區之一，位於該國西南部。北界恆河，西隔賴蒙戈爾河與印度相望，南臨孟加拉灣，東界哈林河。面積22285.41平方公里，2001年人口14,705,229人。首府庫爾納市。
下分10縣、28自治市、6,941村。

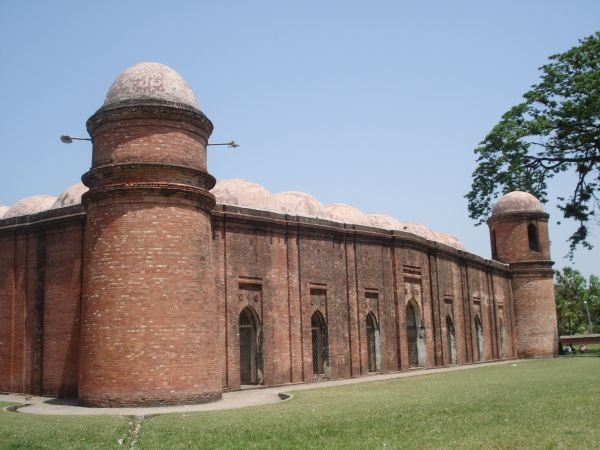
Shat清真寺
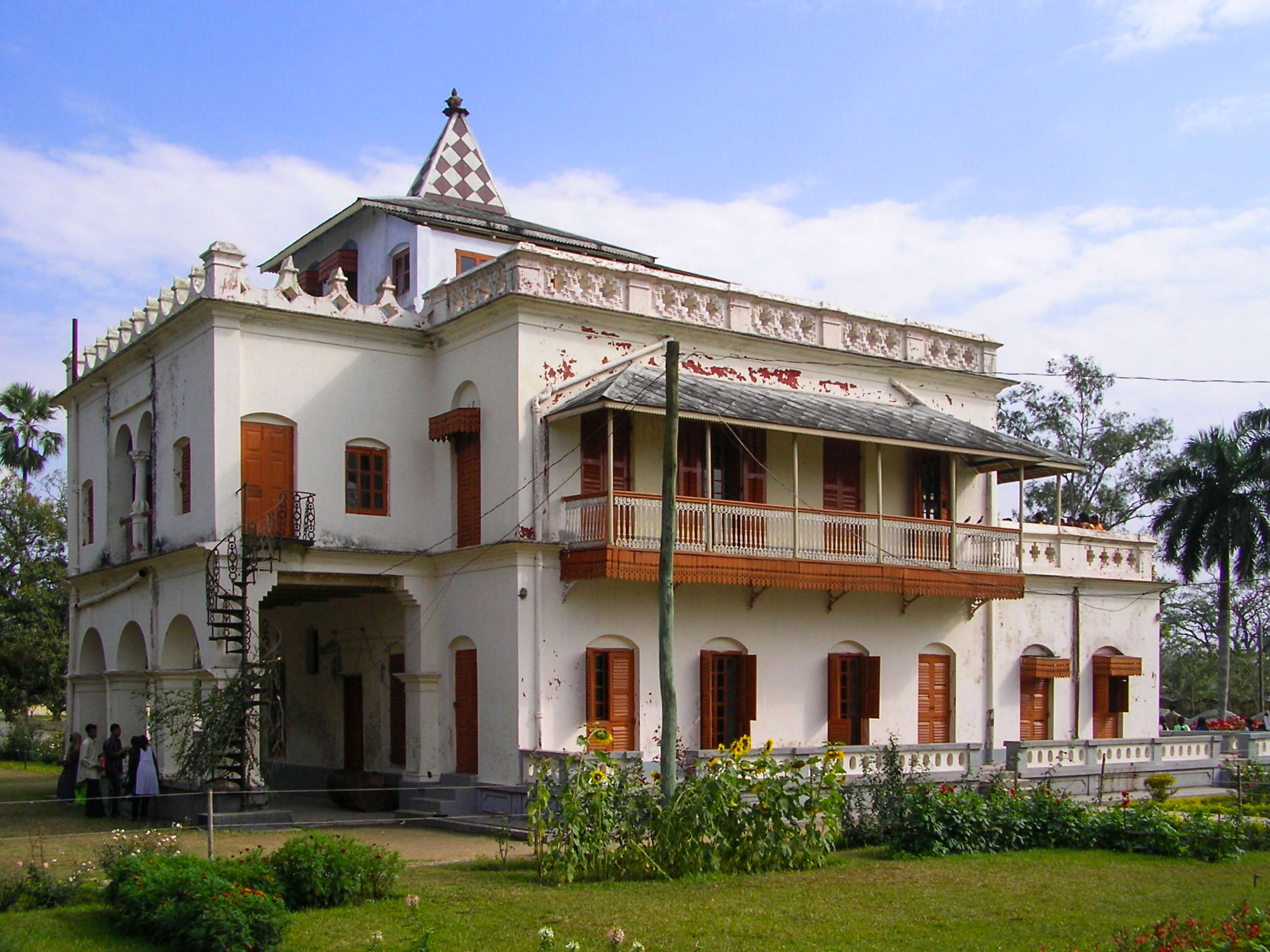
罗宾德拉纳特·泰戈尔故居
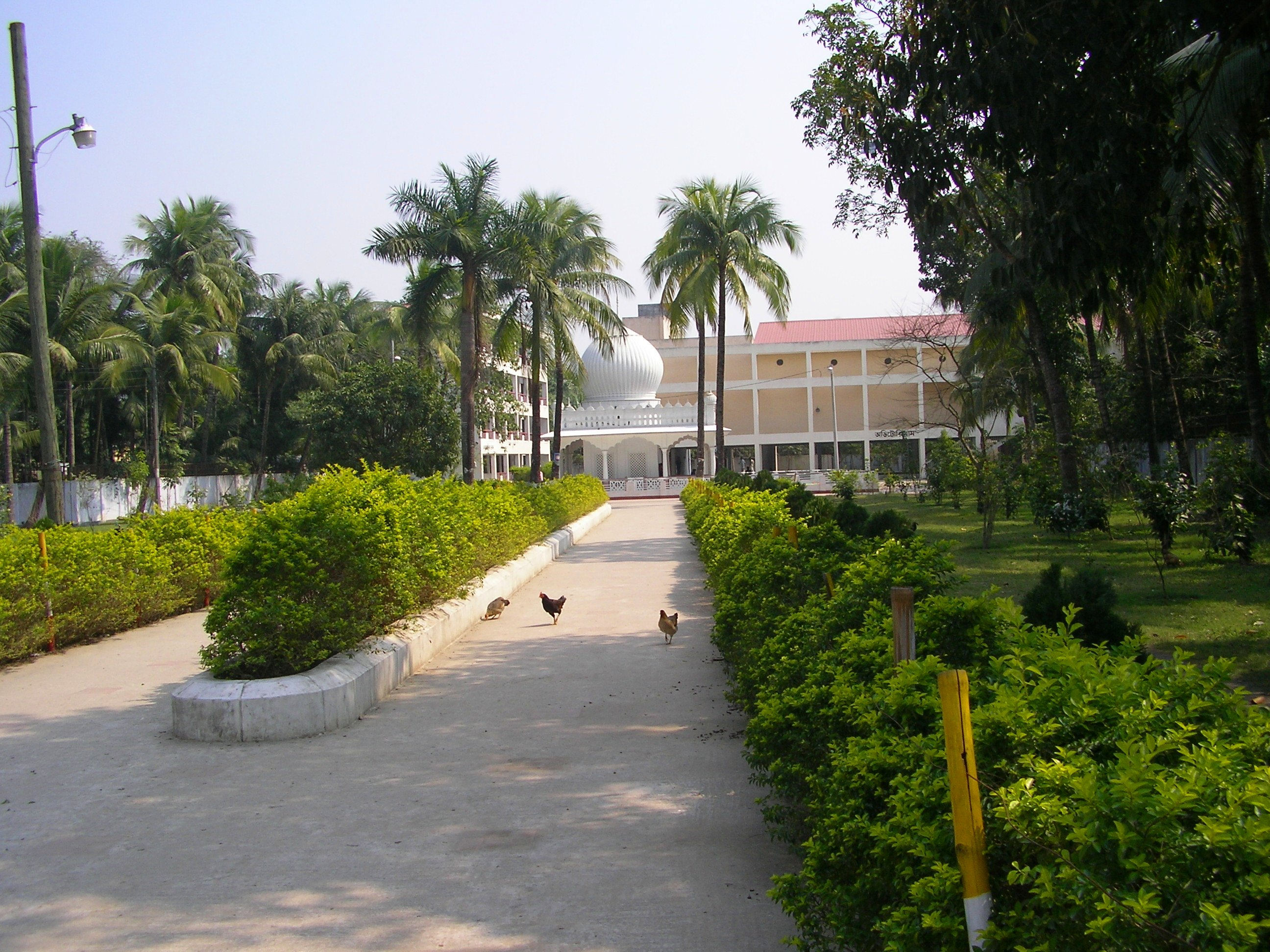
拉隆之墓
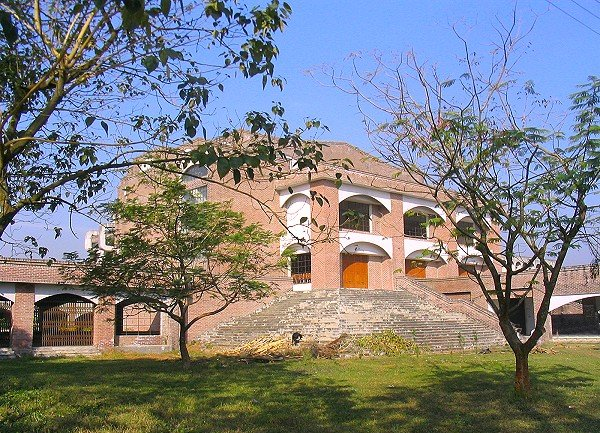
伊斯蘭大學